# Хотеново (Тверская область)
Хотеново — опустевшая деревня в Удомельском городском округе Тверской области.

## География
Деревня находится в северной части Тверской области на расстоянии приблизительно 31 км на северо-запад по прямой от железнодорожного вокзала города Удомля на восточном берегу озера Вялье.

## История
Впервые упоминается в 1859 году, когда принадлежала помещикам А. И. Мазовскому, Максимовой и М. М. Семенскому. Дворов (хозяйств) было учтено 21 (1859), 42(1886), 51 (1911), 28 (1958), 7 (1986), 2 (1999). В советский период истории работали колхозы «Хотеново», «Заря» и подсобное хозяйство треста «Гидроэлектромонтаж». До 2015 года входила в состав Мстинского сельского поселения до упразднения последнего. С 2015 года в составе Удомельского городского округа. К 2020 году опустела.

## Население
Численность населения: 167 человек (1859 год), 208 (1886), 265(1911), 67 (1958), 10(1986), 3 (1999), 1 как в 2002 году, так и в 2010.